# 體壇祕話：NBA球場鬥毆事件
《體壇祕話：NBA球場鬥毆事件》（英語：Untold: Malice at the Palace）是Netflix推出的體育紀錄片，由弗洛伊德·魯斯（Floyd Russ）執導，聚焦NBA於2004年發生的奧本山宮殿鬥毆事件，並訪談事件相關人士。

## 簡介
2004年11月19日，NBA印第安納溜馬對戰底特律活塞的比賽，賽事終了前45.9秒，兩隊因侵人犯規而爆發激烈肢體衝突，並有活塞球迷涉入當中；事後數位球員遭禁賽且判刑。全片透過當事者訪談及部分剪輯片段，還原此被稱作「NBA史上最臭名昭彰的鬥毆事件」的衝突原貌。
|  | 我看著電視，想著作為職業球員付出了多少心力，才能擁有當時的成就...我所有的努力，瞬間化為烏有。－杰梅因·奥尼尔 |

## 評價
《體壇祕話：NBA球場鬥毆事件》在IMDb上獲得7.5分，得到使用者普遍好評。

## 發行
《體壇祕話：NBA球場鬥毆事件》於Netflix獨家播映，2021年8月10日上線。

## 外部連結
- 互联网电影数据库（IMDb）上《體壇祕話：NBA球場鬥毆事件》的资料（英文）